# 4.0 W8
4.0 W8 — бензиновый двигатель W8 компании Volkswagen Group. Данный двигатель был разработан инженерами в 1995 году. Представляет собой два смещенно-рядных блока VR4 с очень малым углом развала в 15°, объединённых в V-образную конфигурацию с углом развала 72°.

## История
Эксперименты со смещенно-рядными моторами компания Volkswagen вела ещё с 70-х годов, но только в 1991 году компания впервые представила серийный 2,8-литровый VR6 мотор. Развал блока всего в 15° и шахматное расположение цилиндров позволило поместить мотор под капот Passat, Golf и Corrado поперечно.
Фердинанд Пиех предложил создать новый двигатель специально для обновлённого Volkswagen Passat W8 5-го поколения в 2001 году. Но из-за относительного большого расхода топлива, небольших недостатков и общей высокой цены перестали комплектовать автомобили VW Passat 8-цилиндровыми моторами, было выпущено всего 50000 автомобилей с таким двигателем.

### Volkswagen Passat W8
Двигатель W8 4.0 (BDN) производился с 2001 по 2004 годы только для версии рестайлингового Passat B5 4.0 W8 4motion. На этой модели встречается и другая модификация этого силового агрегата под индексом BDP. Двигатель представлял собой 4-литровый 32-клапанный силовой агрегат мощностью в 275 л. с. Мотор был построен из 2-х VR4 с тем же углом развала в 15°. Вес его составлял 190 кг, а длина не превышала 420 мм, что позволило ему с запасом разместиться под капотом Passat B5+. Двигатель комплектовался 5-ступенчатой автоматической или 6-ступенчатой механической коробкой переключения передач. Passat W8 получил полноприводную трансмиссию 4 Motion с межосевым самоблоком Torsen и низкопрофильные шины Michelin Pilot.

## Характеристики
- Диаметр цилиндра — 84,0 мм
- Система питания — распределённый впрыск
- Ход поршня — 90,17 мм
- Рабочий объем — 3999 см³
- Степень сжатия — 10,8
- Количество клапанов — 32
- Максимальная мощность л. с. / об/мин. — 275 / 6000

- Максимальный крутящий момент НМ / об/мин. — 370 / 2750
- Масса двигателя — 190 кг
- Головка блока — алюминиевая 32v
- Экологический класс — ЕВРО-4
- Тип топлива — АИ-95